# La mia classe
La mia classe è un film italiano del 2013 diretto da Daniele Gaglianone, interpretato da Valerio Mastandrea e da attori non professionisti.
Partecipa alle Giornate degli autori della 70ª Mostra internazionale d'arte cinematografica di Venezia (2013).
È uscito nelle sale giovedì 16 gennaio 2014.

## Trama
Un attore è un maestro che insegna in una classe di extracomunitari che vogliono imparare l'italiano per avere il permesso di soggiorno e per integrarsi nella società italiana.
Si passa quindi a entrare un po' più nel dettaglio di alcuni personaggi che devono fare i conti con il rinnovo del permesso.
A un certo punto il regista dà lo "stop" alle riprese e tutta la troupe diventa un tutt'uno con la storia del film.

## Luoghi del film
Il film è stato girato a Roma, in zona Torpignattara.